# Лефевр, Камиль
Камиль Лефевр (фр. Camille Lefèvre; род. 31 декабря 1853, Исси-ле-Мулино — ум. 23 мая 1933, Париж) — французский скульптор и график.

## Жизнь и творчество
Родился в Исси-ле-Мулино. В 1870 году К.Лефевр становится учеником скульптора Жюля Кавелье в Высшей национальной школе изящных искусств в Париже. В 1878 он завоёвывает вторую Римскую премию в области скульптуры. В 1893 году работы Лефевра экспонируются на Всемирной выставке в Чикаго. В 1901 году он был принят в Новое общество живописцев и скульпторов, и в том же году был награждён рыцарским знаком ордена Почётного легиона. В 1903—1906 годах Лефевр в звании профессора преподаёт в Национальной высшей школе декоративных искусств в Париже.
На протяжении всей своей карьеры Лефевр занимался социальными вопросами и участвовал в благотворительной деятельности. Ряд произведений К. Лефевра посвящены социально-политическим темам. Будучи человеком лево-либеральных взглядов, скульптор поддерживал политические связи с деятелями культуры левой направленности (среди его друзей были журналист и писатель Жюль Лермина, художник Эжен Каррьер и др.).
Среди его учеников был американский скульптор Фредерик Ракстулл.

## Творчество
Среди лучших произведений работы К.Лефевра следует назвать:
- Памятник Эмилю Левассеру в Париже
- Фронтон здания банка Лионский кредит в Париже (1880—1883)
- Аллегорическая фигура «Живопись» во дворце Гранд-Пале (1900)
- Завершение монумента Леону Гамбетте, начатого Жюлем Далу (1905)
- Здание Руанского вокзала (1928)

После смерти художника его коллекции и студия были завещаны музею искусства и истории в Бельфоре. Работы К.Лефевра хранятся в парижском музее Орсе, а также в ряде провинциальных музеев.

## Галерея

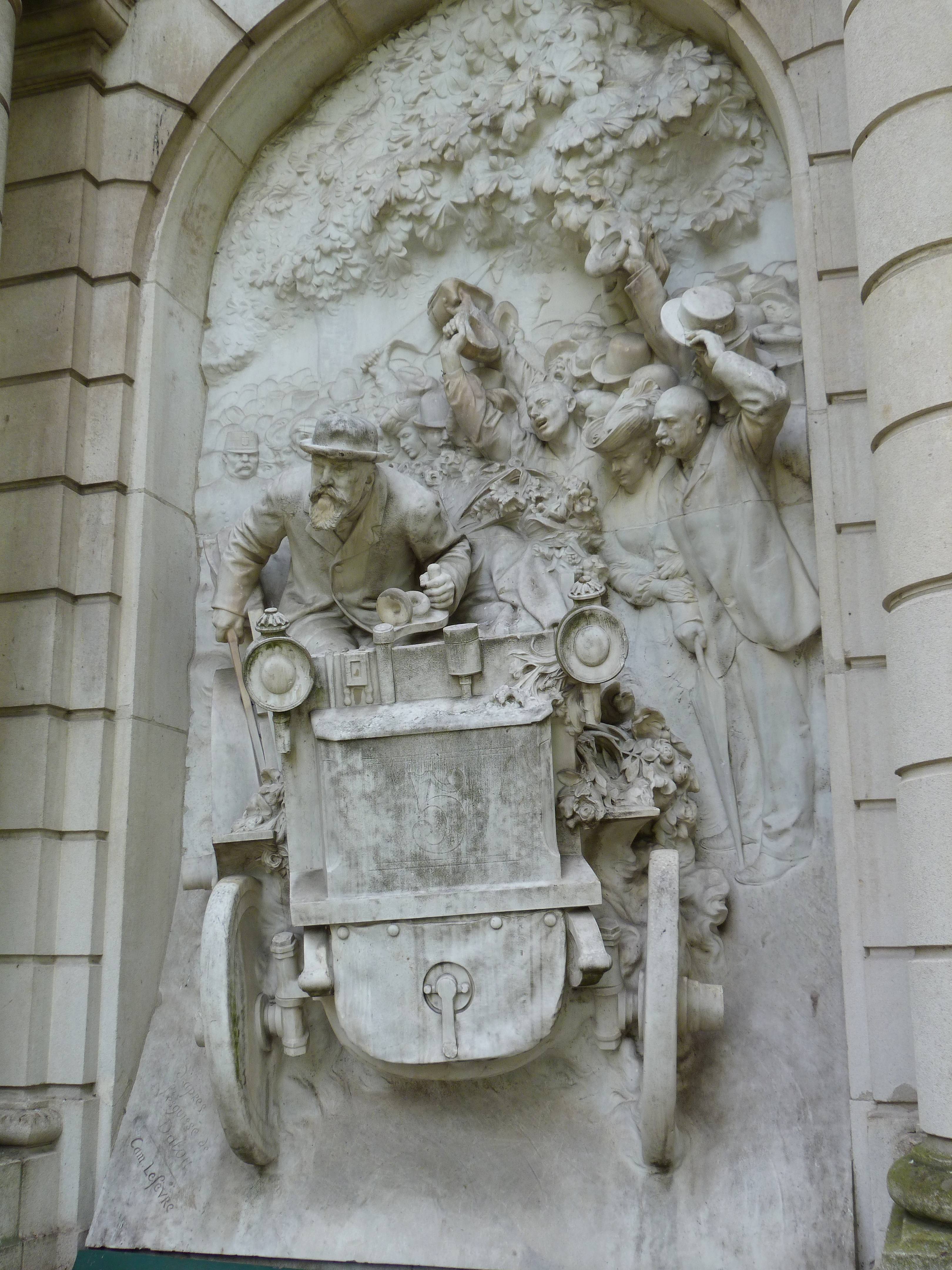
Памятник Эмилю Левассору в Париже
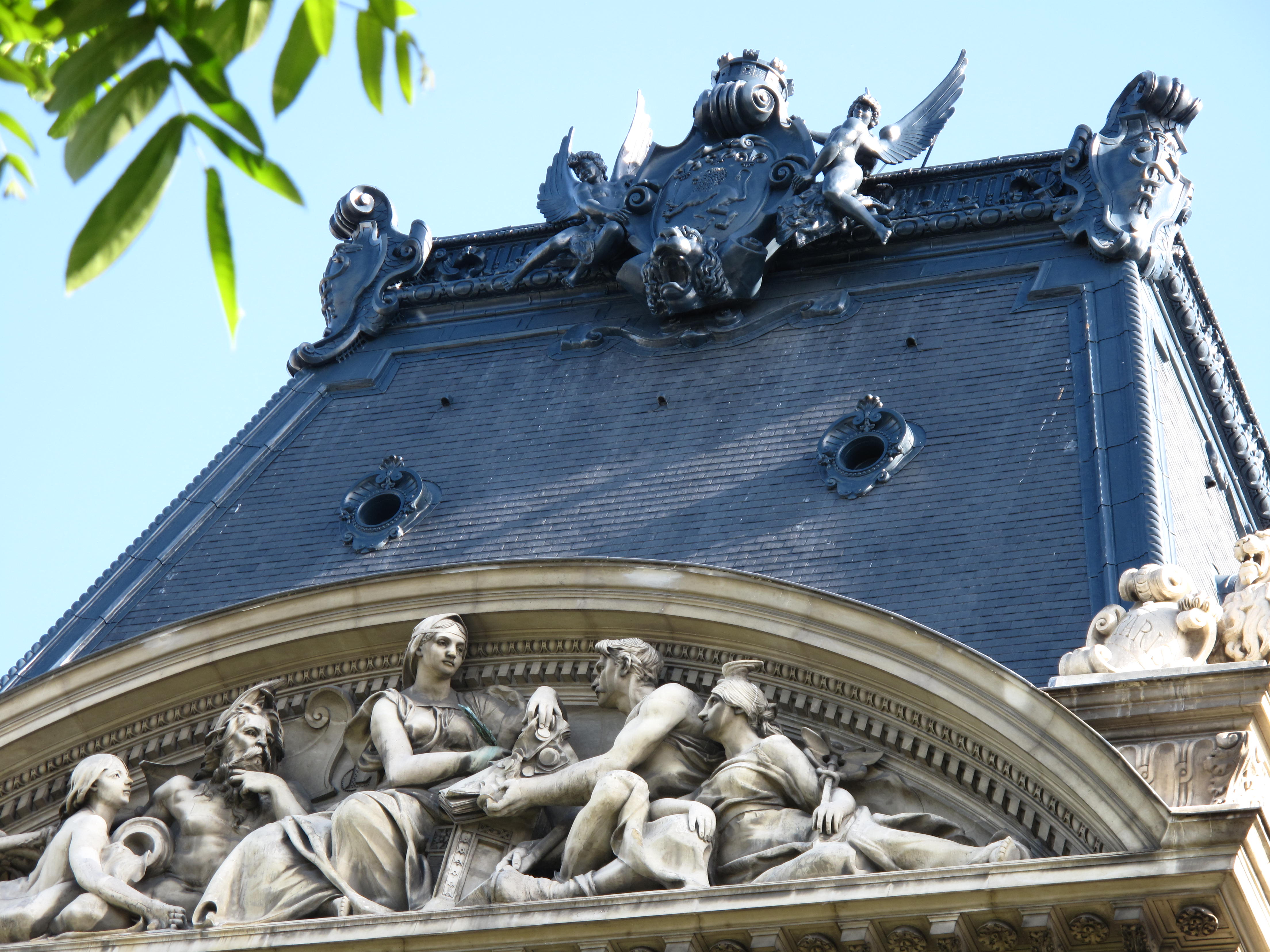
Фронтон правления банка Лионский кредит в Париже
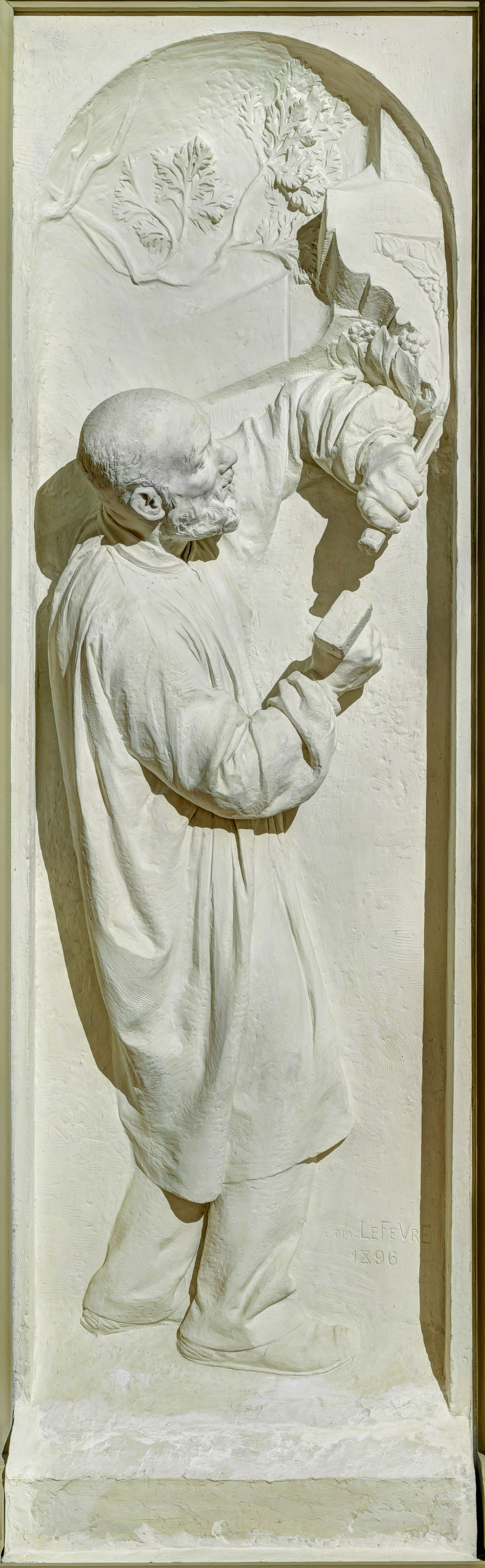
Скульптор
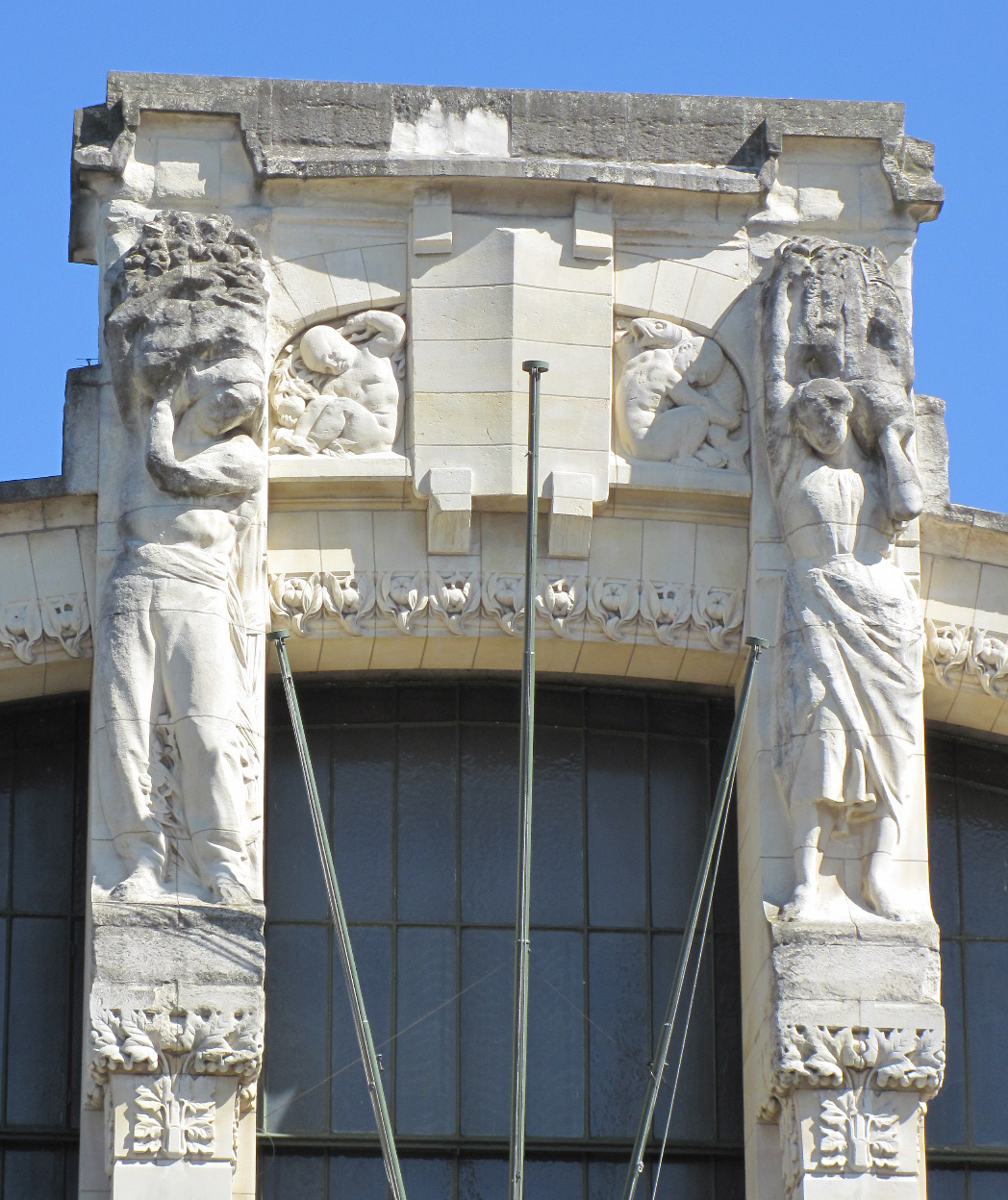
Апсида вокзала в Руане
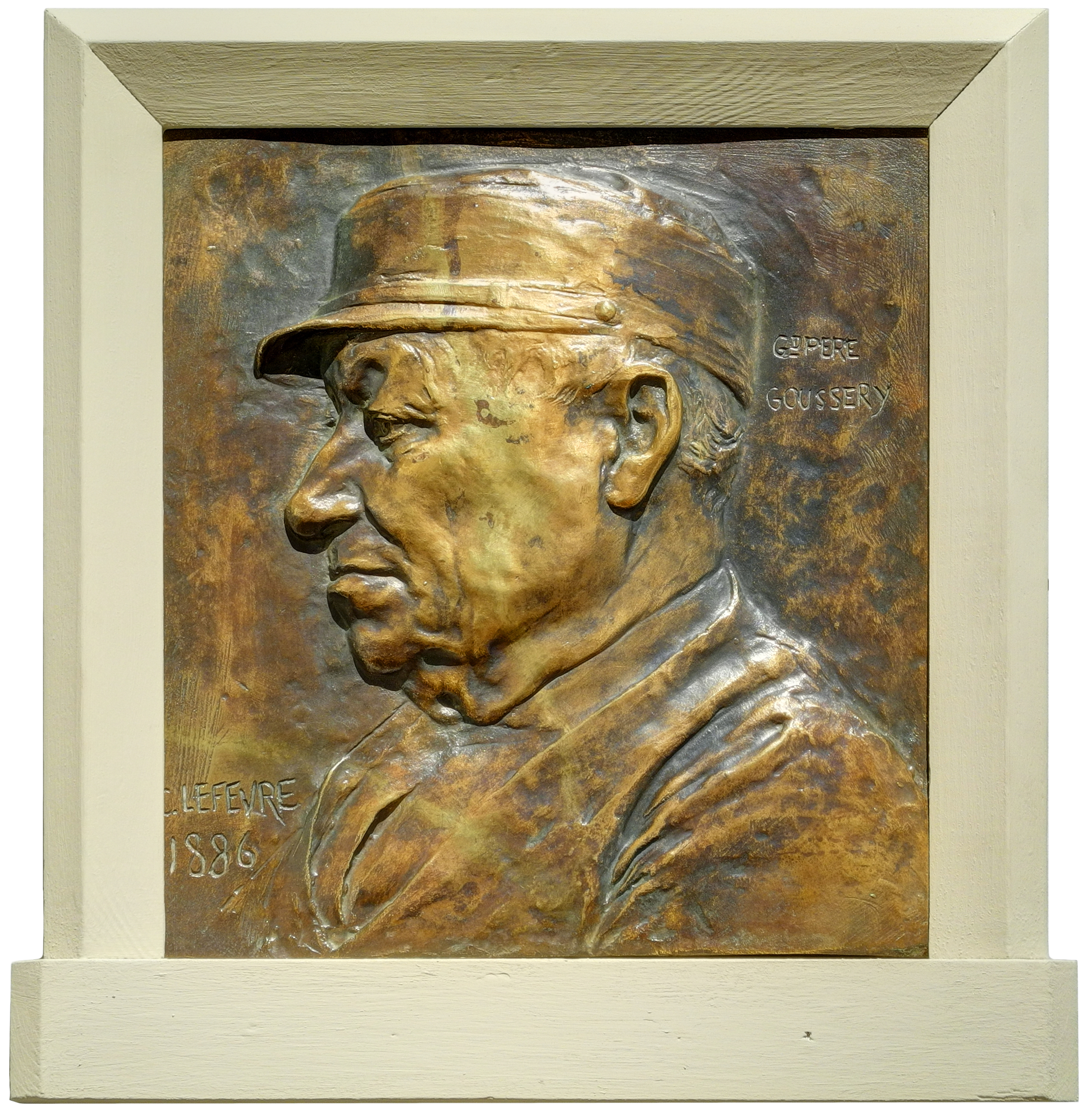
Дедушка Гуссери
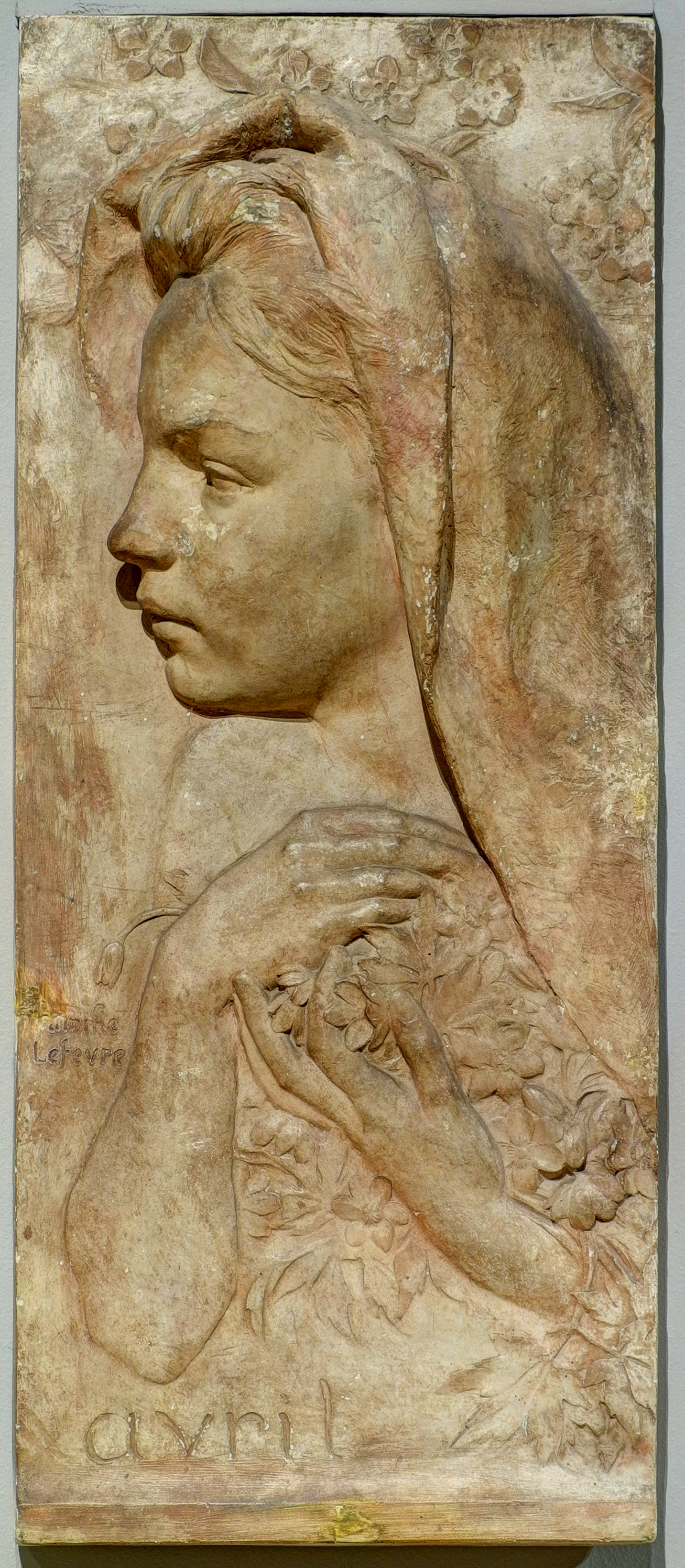
Апрель